# Maksymy delfickie
Maksymy delfickie, zwane także Przykazaniami siedmiu mędrców – zbiór krótkich przysłów, które miały zostać wyryte na steli stojącej przed  świątynią Apollona w Delfach. Jest to najstarszy dydaktyczny tekst mądrości greckiej. Są niezwykle lapidarne – większość składa się z 2–3 słów.

## Autorstwo
Tradycja przypisuje wybór maksym siedmiu mędrcom starożytnej Grecji, do których zalicza się takie postaci jak: Solon z Aten, Bias z Prieny, Pittakos z Mityleny, Tales z Miletu, Kleobulos z Lindos, Myzon z Chen i Chilon ze Sparty. Mieli oni spotkać się w Delfach na początku VI w. p.n.e. i spośród istniejących przysłów wybrać najlepsze, jako przewodnik etyczny dla Hellady.

## Zachowanie
Do niedawna podstawowym źródłem, w  którym maksymy się zachowały była lista w Antologii Stobajosa, który przechował maksymy skopiowane z portyku przez filozofa Sosiadesa. Innym źródłem był odpis Klearchosa oraz jeszcze inny odpis, anonimowego autorstwa. W XX wieku odkryto starsze niż wykaz Stobajosa, bo pochodzące z III stulecia p.n.e., inskrypcje zawierające nieco odmienny i obszerniejszy wykaz maksym (wykopaliska w Ajchanom w Afganistanie – wersja baktryjska).

## Znaczenie
Według Platona (Hipparch 228c–229), już za rządów Pizystratydów zbiór ten był podstawą edukacji w Atenach. Zawierają podstawowe reguły etyczne świata helleńskiego. Ze względu na swój lapidarny charakter stanowiły też doskonały materiał do nauki pisania i czytania dla początkujących. Zdaniem Al.N. Oikonomidesa: Co tyczy ich etycznego standardu, wszyscy możemy stwierdzić, że stoją na wyższym poziomie niż mozaistyczny dekalog bez roszczeń by być słowem jakiegokolwiek Boga, a jednocześnie uczą pełnego szacunku i posłuszeństwa Boskiej mocy.

## Wybrane maksymy
- Znaj właściwy czas
- Bądź sobą
- Oskarżaj obecnego
- Wiedząc mów
- Władaj sobą
- Ćwicz rozum
- Zabiegaj o chwałę
- Stroń od cudzego
- Nic w nadmiarze
- Módl się o możliwe
- Szanuj siebie[2]

Do Maksym zalicza się też słynne Poznaj samego siebie (gr.  γνῶθι σεαυτόν), choć znajdowało się na frontonie świątyni, nie na steli.